# Nekomori Maririn
Nekomori Maririn est le pseudonyme d'un mangaka japonais spécialisé dans le hentai. Il s'exprime dans le genre lolicon.

## Œuvres
- Koneko Genki!!(Powerful Pussycat!)
- Boys Forbidden Girls Festival
- Renketsu
- Rensha!
- Kitten Studies
- Kazoku no Shisen Shissiki 1,2 (Secret Glance at Family Members)
- Ase Moe
- Saigomade Nugasete